# Vườn quốc gia Booti Booti
Vườn quốc gia Booti Booti là một vườn quốc gia ở bang New South Wales, Úc, cách thành phố Sydney 222 km về phía đông bắc.
Người châu Âu đầu tiên đến cư ngụ tại khu vực này là thuyền trưởng J. Gogerly. Ông ta đã chở một chuyến hàng gỗ xây dựng trên tàu từ Forster tới Sydney. Ông ta vài thành viên trong gia đình của ông ta đã được chôn trong vườn này.
Ngày 30.9.1977 khu vườn này đã được tuyến bố là khu giải trí quốc gia và tới ngày 24.4.1992 được công nhận là Vườn quốc gia.